# Sybra bitriangularis
Sybra bitriangularis là một loài bọ cánh cứng trong họ Cerambycidae.